# Roberto Leal
Roberto José Leal Guillén (Alcalá de Guadaíra, Sevilla, 28 de junio de 1979) es un periodista, reportero, presentador y productor de televisión español.

## Biografía
Licenciado en periodismo por la Universidad de Sevilla, se dio a conocer en Informativos Telecinco (2001-2004) como redactor y coordinador de las delegaciones de Andalucía. Entre 2004 y 2005 trabajó como reportero de actualidad en Siete lunas (Canal Sur). Entre marzo y junio de 2005 ejerció como reportero en Cada día de Antena 3. De junio de 2005 a marzo de 2010, fue reportero de España directo de TVE.
En abril de 2010, anunció que ficha por Antena 3. De mayo de 2010 a junio de 2011 fue copresentador de 3D junto a Glòria Serra. Entre junio de 2011 y agosto de 2014 fue colaborador y presentador sustituto de Espejo público sustituyendo a Susanna Griso (durante los días festivos o las vísperas de Navidad, presentó el programa junto a Eloísa de Dios, Alicia Senovilla, Romina Belluscio y Sandra Daviú). En 2012 copresentó Te lo mereces con Paula Vázquez y de 2012 a 2014 presentó El estirón (en Nova).
En 2014, vuelve a ser fichado por TVE. Desde el 15 de septiembre de ese año hasta el 2 de noviembre de 2018 presentó España directo, primero con Sandra Daviú hasta el 28 de mayo de 2015 y después en solitario. En 2015 presentó Los Vengadores en Acción en Disney Channel y también presentó Telepasión con Berta Collado; participando desde 2014 en las ediciones presentadas por Ramón García (2014); la del año siguiente, sin presentador (2015) y Anne Igartiburu y Santiago Segura (2017). En 2016 participó en la gala de los 60 años de TVE presentada por Raffaella Carrà. 
Entre 2014 y 2016 presentó el Sorteo Extraordinario de Navidad para RTVE con Sandra Daviú (2014 y 2016); Ana Belén Roy (2015) y Blanca Benlloch (2014-2016). También, desde 2015 a 2017 presentó la Cabalgata de Reyes con Sandra Daviú (2015); Marta Solano y Jacob Petrus (2016) y Marta Solano (2017). En verano de 2017 estuvo al frente de Hotel romántico y desde el 22 de octubre de ese año, es el nuevo presentador de Operación Triunfo tras la vuelta del formato a televisión durante 2017, 2018 y 2020. 
En 2018 creó su propia productora audiovisual, Blondloyal y presentó Bailando con las estrellas con Rocío Muñoz Morales. En 2019 hizo el primer programa con su productora, Escala Sur,  presentado por él y su madre en Canal Sur y en TVE, presentó La mejor canción jamás cantada y el concurso Vaya crack. 
En marzo de 2020, Atresmedia le ofreció un contrato para presentar la nueva temporada de Pasapalabra y el programa El desafío, producido por 7 y acción, la productora de Pablo Motos. El 14 de abril de 2020 se anuncia su fichaje y vuelta a Antena 3, con un contrato de cadena para presentar los programas anteriormente nombrados, pero antes Atresmedia le permitió presentar las emisiones restantes de Operación Triunfo y concluir su paso por TVE.
En enero de 2021 comienza a presentar El desafío.
En diciembre de 2023 participa como colaboración especial en la serie Amar es para siempre interpretando a Roberto, un profesor de literatura sevillano que llega al barrio para impartir clases en una academia de preparación preuniversitaria. Ese mismo mes presenta el especial Adiós 2023 con Eva González.
En enero de 2024 estrena los especiales Pasapalabra: Noche de campeones con concursantes míticos del programa.
Con su productora, además de Escala Sur (2019), produjo Madrid, uno de tres millones (2022), presentado por Jota Abril en Telemadrid, El retrovisor (2022-2023, programa de archivo) y Casafantasmas (2023), presentado por él y su madre Carmen, en Atresplayer.

## Trabajos

### Televisión

#### Programas
| Año           | Programa                        | Notas                       |
| ------------- | ------------------------------- | --------------------------- |
| 2001-2004     | Informativos Telecinco          | Redactor                    |
| 2004-2005     | Siete lunas                     | Reportero                   |
| 2005          | Cada día                        | Reportero                   |
| 2005-2010     | España directo                  | Reportero                   |
| 2010-2011     | 3D                              | Copresentador               |
| 2011          | Hispania, un viaje en el tiempo | Presentador                 |
| 2011          | Un viaje a Downton Abbey        | Presentador                 |
| 2011-2014     | Espejo público                  | Copresentador y colaborador |
| 2012          | Te lo mereces                   | Copresentador               |
| 2012-2014     | El estirón                      | Presentador                 |
| 2014-2016     | Lotería de Navidad              | Presentador                 |
| 2014-2018     | España directo                  | Presentador y guionista     |
| 2015          | Los Vengadores en acción        | Presentador                 |
| 2015-2017     | Cabalgata de Reyes              | Presentador                 |
| 2016          | 60 años de TVE                  | Colaborador                 |
| 2017          | Hotel romántico                 | Presentador                 |
| 2017-2020     | Operación Triunfo               | Presentador                 |
| 2018          | Bailando con las estrellas      | Presentador                 |
| 2018-2020     | Campanadas de fin de año        | Presentador                 |
| 2018-2019     | ¡Feliz 2019!                    | Presentador                 |
| 2019          | La mejor canción jamás cantada  | Presentador                 |
| 2019          | Vaya crack                      | Presentador                 |
| 2019          | Escala Sur                      | Presentador                 |
| 2019-2020     | ¡Feliz 2020!                    | Presentador                 |
| 2020-presente | Pasapalabra                     | Presentador                 |
| 2021-presente | El desafío                      | Presentador                 |
| 2021          | LEGO Masters España             | Presentador                 |
| 2022-2023     | Adiós 2022                      | Presentador                 |
| 2023-2024     | Adiós 2023                      | Presentador                 |
| 2024          | Pasapalabra: Noche de campeones | Presentador                 |

##### Como invitado
| Año             | Programa             |
| --------------- | -------------------- |
| 2014; 2021-2022 | Tu cara me suena     |
| 2017            | El gran reto musical |
| 2017            | Hora punta           |
| 2018            | La mañana            |
| 2018            | Lo siguiente         |
| 2019            | A partir de hoy      |
| 2020            | Torres y Reyes       |
| 2020-2022       | El hormiguero        |
| 2021            | Fuera del mapa       |
| 2021            | La Roca              |

#### Series
| Año  | Programa             | Personaje |
| ---- | -------------------- | --------- |
| 2023 | Amar es para siempre | Roberto   |

### Radio
| Programas de radio | Programas de radio | Programas de radio | Programas de radio |
| Periodo            | Título             | Notas              | Cadena             |
| ------------------ | ------------------ | ------------------ | ------------------ |
| 2012-2013          | La teniente Urgel  | Colaborador        | Happy FM Radio     |

## Libros
- Las Recetas de España directo, Editorial Planeta, 2009. Coautor con Sara Brun.
- La cocina de España directo, Editorial Planeta, 2010. Coautor con Sara Burn.
- Cuando los muñecos de la tele tenían un señor dentro, Ediciones Martínez Roca. [13]
- Mi abuelo Pepe, Destino Infantil y Juvenil, 2024. Cuento infantil con Sara Rubio. [14]

## Premios
- 2021: Premio Ondas Mejor Presentador. [15]
- 2024: Premio Iris 2023 Mejor Presentador Programa de Entretenimiento, entregado por la Academia de la Televisión, por El desafío.  [16]
- 2004: Premios Zapping Mejor Presentador, otorgado por la Asociación de Consumidores de Medios Audiovisuales de Catalunya. [17]

## Vida personal
El 19 de septiembre de 2015, contrajo matrimonio con su pareja, Sara Rubio, que conoció en el programa Espejo público. El 11 de julio de 2017 tuvo su primera hija llamada Lola.
El 1 de octubre de 2020 durante su entrevista en El hormiguero anunció el embarazo de su esposa y que superó el COVID-19.